# Alina Akselrad
Alina Luz Akselrad (Córdoba, 22 de septiembre de 1998) es una modelo argentina ganadora del título Miss Universo Argentina en 2020 y representante de su país en el concurso Miss Universo 2020.

## Biografía

### Primeros años
Nacida en una familia judía, es la segunda de tres hermanas. Sus padres Daniel Akselrad, contador, y Silvia Toraño, locutora, se dedican también al negocio inmobiliario. Estudió en el Colegio Bilingüe San Patricio en Córdoba. Desde temprana edad enfrentó bullying por no corresponder a los patrones habituales de belleza, lo cual la llevó luego a generar campañas para la salud mental en los niños y adolescentes.

### Labores y desarrollo social
La experiencia con bullying desde los cinco años hizo a Alina estudiar para ser coach ontológica y participar en diversos proyectos sociales apoyando iniciativas dentro de Argentina que promueven la igualdad, como la ley de talles.
Creó «Abraza tu poder», un proyecto que fomenta acciones vinculadas con el desarrollo de la personalidad, la comprensión de problemáticas actuales, la construcción del compromiso social desde la infancia y la premiación a quienes ante las adversidades de la vida han sabido superarse y trasponer las dificultades.
Es embajadora de la ONG Soles, que da apoyo a niños con cáncer y a sus familias.
Colabora activamente con el comedor y merendero De corazón a corazón, donde niños de comunidades de escasos recursos tienen comida tres veces a la semana y, una vez a la semana, la merienda.

### Concursos de belleza
Participó por primera vez en las fiestas de su localidad cuando acababa de cumplir 16 años. La primera victoria fue como reina regional de la Asociación Civil del Vaso de Leche, que trabaja para erradicar la desnutrición infantil. Luego, llegaron otros reconocimientos, como el de Reina Nacional de la actividad Frutihortícola en Colonia Caroya en 2016, Miss Sudamérica en 2017 y finalmente Miss Mundo Turismo en 2018. 
Ha sido también jurado en diferentes concursos en Argentina, así como en Ecuador, Aruba y Perú.
Además de modelo, es también locutora, tripulante de vuelo, coach ontológica y escritora. Con su mamá comparten un programa de radio llamado Mundo de reinas donde fomentan mensajes de aceptación y respeto.

### Miss Universo Argentina
En 2019 fue elegida para ser una de las concursantes a optar por el título Miss Universo Argentina 2019, concurso que ese año había cambiado de franquicia siendo adquirido por Osmel Sousa. Dicho año logró posicionarse en el top 7 de semifinalistas. 
En 2020, fue llamada por Osmel Sousa para comunicarle que sería la titular de la banda Miss Universo Argentina 2020 convirtiéndose a sus 22 años en la 68.a mujer argentina en representar a su país en el Miss Universo. Meses más tarde viajó a Venezuela para llevar a cabo su preparación ya que aún no contaba con el potencial completo para competir por la corona universal. Con ayuda de Sousa, llegaría a dicho concurso en su mejor versión.

### Miss Grand Argentina
En 2021 luego de su participación en Miss Universo 2020 realizado en Florida, fue designada meses después como Miss Grand Argentina la cual semanas después renunció a su título por problemas con la administración del concurso.

## Distinciones en concursos y reinados
- Reina Regional ONG Vaso de leche (Ganadora, 2016-2018)
- Reina de la Fiesta provincial del Olivo (1.ª Princesa, 2016)
- Reina Nacional de la Frutihorticultura, Colonia Caroya, Córdoba (Ganadora, 2016-2018)
- Miss Mundo Córdoba (3.ª finalista, 2016)
- Festival provincial «Una ciudad todos los pueblos» (Embajadora cultural de la ciudad de Córdoba, 2016-2017)
- Embajadora Permanente Cultural y Turistica de la Ciudad de Colonia Caroya (Electa por la Ciudad, 2018)
- Miss Sudamérica Argentina (Ganadora, 2017)
- Miss Sudamérica (Ganadora, 2017)
- World Miss Tourism Ambassador Argentina (Ganadora, 2018)
- Miss Tourism Ambassador América (Ganadora, Tailandia 2018)
- Miss Universo Argentina (Top 7, 2019)
- Miss Universo Argentina (Ganadora, 2020)[3]
- Miss Universo 2020 (Top 21)
- Miss Charm 2024 (Por Participar)